# Atletica leggera ai IX Giochi panafricani - Decathlon
La competizione maschile di decathlon ai IX Giochi panafricani si è tenuta dal 18 al 19 luglio 2007 allo Stadio 5 Juillet 1962 di Algeri, in Algeria. 

## Risultati
La prima posizione è segnata in giallo
| Rank | Atleta             | Nazionalità | 100m  | LJ    | SP    | HJ   | 400m  | 110m H | DT    | PV   | JT    | 1500m   | Punti | Note |
| ---- | ------------------ | ----------- | ----- | ----- | ----- | ---- | ----- | ------ | ----- | ---- | ----- | ------- | ----- | ---- |
| 1    | Hamdi Dhouibi      | Tunisia     | 10.88 | 6.83  | 13.89 | 1.85 | 48.65 | 14.36  | 41.52 | 5.00 | 52.99 | 4:31.08 | 7838  |      |
| 2    | Boualem Lamri      | Algeria     | 11.09 | 7.35  | 10.99 | 2.06 | 49.40 | 14.39  | 35.54 | 4.20 | 48.59 | 4:29.56 | 7473  |      |
| 3    | Larbi Bouraada     | Algeria     | 11.15 | 6.61  | 10.66 | 2.00 | 49.54 | 15.28  | 32.28 | 4.50 | 48.59 | 4:18.09 | 7349  |      |
| 4    | Ahmed Mohamad Saad | Egitto      | 11.35 | 6.90  | 12.81 | 1.91 | 50.83 | 15.40  | 40.34 | 4.40 | 53.32 | 4:37.23 | 7270  |      |
| 5    | Guillaume Thierry  | Mauritius   | 11.40 | 6.49  | 13.36 | 1.79 | 51.69 | 15.52  | 45.17 | 4.80 | 57.17 | 4:58.48 | 7186  |      |
| 6    | Terry Wepener      | Sudafrica   | 11.45 | 6.45  | 11.49 | 2.06 | 50.85 | 14.79  | 35.20 | 4.30 | 56.18 | 4:53.14 | 7085  |      |
| 7    | Ali Kamé           | Madagascar  | 11.39 | 6.64  | 11.35 | 1.85 | 50.02 | 14.97  | 35.34 | 4.00 | 60.43 | 4:41.27 | 7012  |      |
| 8    | Mourad Souissi     | Algeria     | DQ    | 7.03w | 12.46 | 1.85 | 49.18 | dnf    | 38.61 | nm   | 54.15 | dnf     | 4264  |      |